# Halhal
Pour la division administrative, voir Halhal (district).
Pour les articles ayant des titres homophones, voir Halal et Allal.
Halhal est une localité en Érythrée, dans la région de Anseba. C'est la capitale du district de Halhal.